# Saint-Didier-d'Aussiat
Pour les articles homonymes, voir Saint-Didier.
Saint-Didier-d'Aussiat est une commune française située dans le département de l'Ain, en région Auvergne-Rhône-Alpes.

## Géographie

### Localisation
Située à 8 km, au sud-ouest de Montrevel-en-Bresse dont elle est limitrophe, la commune est située dans la région naturelle de la Bresse. Le relief est typique de la plaine bressane, c'est-à-dire vallonné, l'altitude variant de 192 m à 221 m aux Belouzes.
La superficie de la commune atteint exactement 1 521,72 ha divisés en 2 577 parcelles, l'habitat y étant très dispersé (une trentaine de hameaux et des maisons isolées). Il y a notamment le hameau de Remondange attesté sous le nom de Hermondangis en 1100 et de Armondanges en 1345.
Ce territoire est très étiré d'ouest en est sur 7 km, alors que l'on ne compte que quatre entre les limites nord et sud.

### Communes limitrophes

Localisation de la commune dans l'Ain et le canton d'Attignat.

### Hameaux et lieux-dits
Abréviations : a., ancien(ne) ; chn, chemin ; crf, carrefour ; crx, croix ; h., hameau ; l.d., lieu-dit ; pt, pont ; r., rue ; rau, ruisseau ; rte, route.
| - Aussiat (h) - Les Belouse ou la Belouse (h) : le hameau est mentionné dès 1318. Fief avec maison forte. |

### Hydrographie
Les eaux se partagent sur deux versants : au sud, elles se dirigent vers un vallon où se succèdent plusieurs étangs, depuis l'étang Pétrus où le Menthon prend sa source, avant de rejoindre la Veyle par le bief de l'Attaque.
Au nord, elles gagnent le Reysouzet qui forme la limite avec Montrevel-en-Bresse, et se trouvent grossies par le ruisseau des Bruelles, le bief Bracan lui-même alimenté par le bief des Carniers. Les ruisseaux des Lioux et Loëze rejoignent la Reyssouze.
Quelques plans d'eau se trouvent à l'est du village dont l'étang des Marais.
Les sols appartiennent au tertiaire (limon ferrugineux sur les hauteurs, sables et marnes bleues sur les pentes) et au quaternaire (alluvions déposées dans les fonds de vallées).

### Climat
Pour des articles plus généraux, voir Climat d'Auvergne-Rhône-Alpes et Climat de l'Ain.
En 2010, le climat de la commune est de type climat océanique dégradé des plaines du Centre et du Nord, selon une étude du CNRS s'appuyant sur une série de données couvrant la période 1971-2000. En 2020, Météo-France publie une typologie des climats de la France métropolitaine dans laquelle la commune est exposée à un climat semi-continental et est dans la région climatique Bourgogne, vallée de la Saône, caractérisée par un bon ensoleillement (1 900 h/an), un été chaud (18,5 °C), un air sec au printemps et en été et des vents faibles.
Pour la période 1971-2000, la température annuelle moyenne est de 11,5 °C, avec une amplitude thermique annuelle de 17,9 °C. Le cumul annuel moyen de précipitations est de 969 mm, avec 10,9 jours de précipitations en janvier et 7,8 jours en juillet. Pour la période 1991-2020, la température moyenne annuelle observée sur la station météorologique de Météo-France la plus proche, « Mâcon », sur la commune de Charnay-lès-Mâcon à 21 km à vol d'oiseau, est de 12,3 °C et le cumul annuel moyen de précipitations est de 833,7 mm,. Pour l'avenir, les paramètres climatiques de la commune estimés pour 2050 selon différents scénarios d'émission de gaz à effet de serre sont consultables sur un site dédié publié par Météo-France en novembre 2022.

### Voies de communication et transport

Voies de communication.

#### Axes routiers
La route principale de la commune est la route départementale D 26 qui fait la liaison entre Marlieux à Pont-de-Vaux. Elle permet de rejoindre Marsonnas et Montrevel-en-Bresse en se dirigeant au nord. En direction du sud, on rejoint les communes de Confrançon et Mézériat. Au sud du bourg, afin de rejoindre Saint-Genis-sur-Menthon en passant par La Terrasse, un de ses hameaux, la route départementale D 26a traverse le sud-ouest de la commune.
La route départementale D 92, séparée en deux par la D 26 au bourg fait la liaison entre la commune voisine de Saint-Sulpice et Viriat. En se dirigeant vers l'est, les habitants rejoignent Curtafond et Saint-Martin-le-Châtel.
À l'extrême ouest de Saint-Didier, la route départementale D 47 passe près de La Reveyriat. Elle rejoint Vonnas à Chevroux en passant par Saint-Genis-sur-Menthon et Dommartin.
Aucune autoroute ne traverse la commune, mais l'autoroute A40 (Mâcon - Genève) y passe à proximité dans la commune de Confrançon.

## Urbanisme

### Typologie
Au 1er janvier 2024, Saint-Didier-d'Aussiat est catégorisée commune rurale à habitat dispersé, selon la nouvelle grille communale de densité à 7 niveaux définie par l'Insee en 2022.
Elle est située hors unité urbaine. Par ailleurs la commune fait partie de l'aire d'attraction de Bourg-en-Bresse, dont elle est une commune de la couronne,. Cette aire, qui regroupe 80 communes, est catégorisée dans les aires de 50 000 à moins de 200 000 habitants,.

### Occupation des sols
L'occupation des sols de la commune, telle qu'elle ressort de la base de données européenne d’occupation biophysique des sols Corine Land Cover (CLC), est marquée par l'importance des territoires agricoles (89,8 % en 2018), une proportion sensiblement équivalente à celle de 1990 (90,1 %). La répartition détaillée en 2018 est la suivante : 
prairies (34,7 %), zones agricoles hétérogènes (32,1 %), terres arables (23 %), forêts (5,8 %), zones urbanisées (4,3 %).
L'évolution de l’occupation des sols de la commune et de ses infrastructures peut être observée sur les différentes représentations cartographiques du territoire : la carte de Cassini (XVIIIe siècle), la carte d'état-major (1820-1866) et les cartes ou photos aériennes de l'IGN pour la période actuelle (1950 à aujourd'hui).

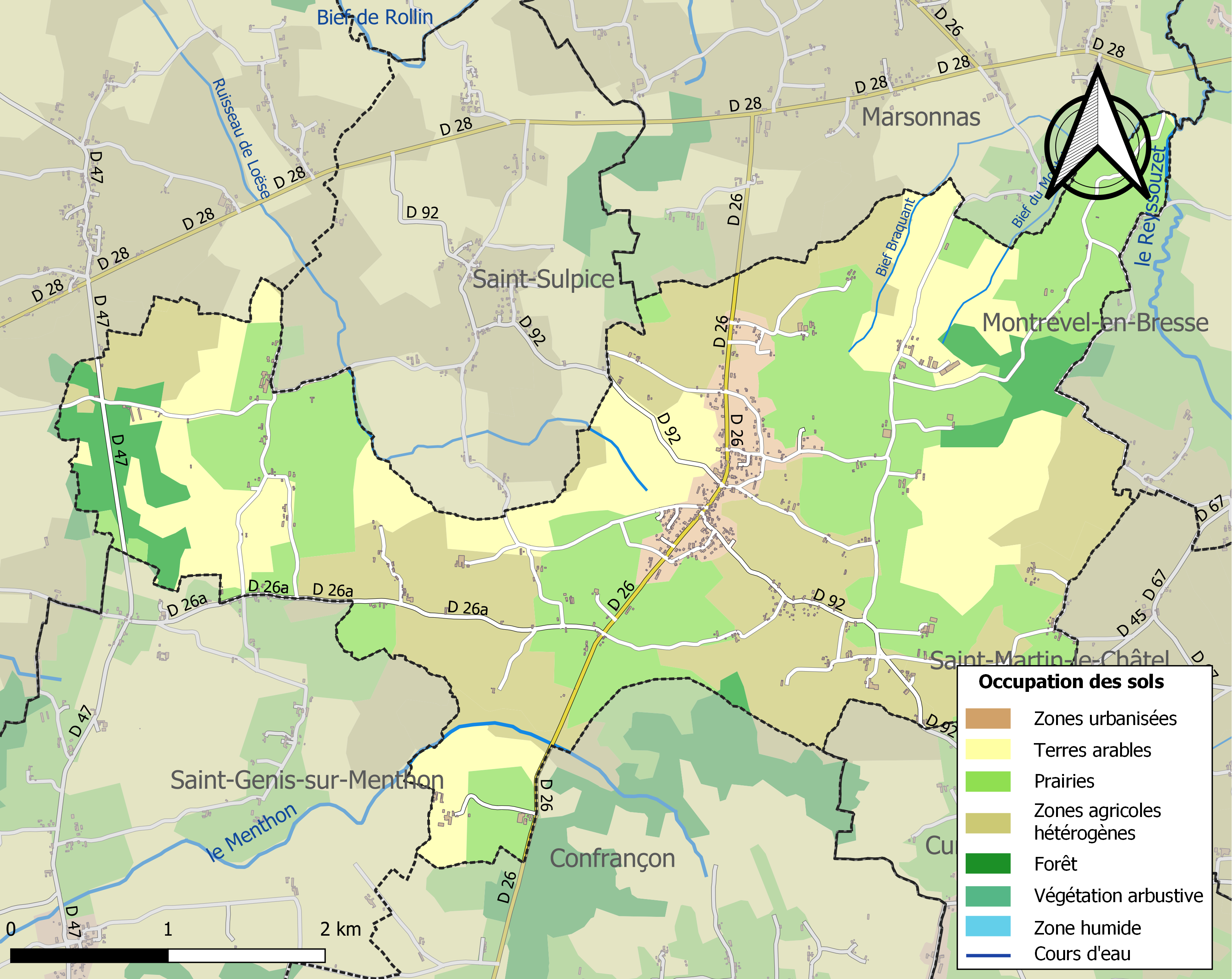
Carte des infrastructures et de l'occupation des sols de la commune en 2018 (CLC).

## Toponymie

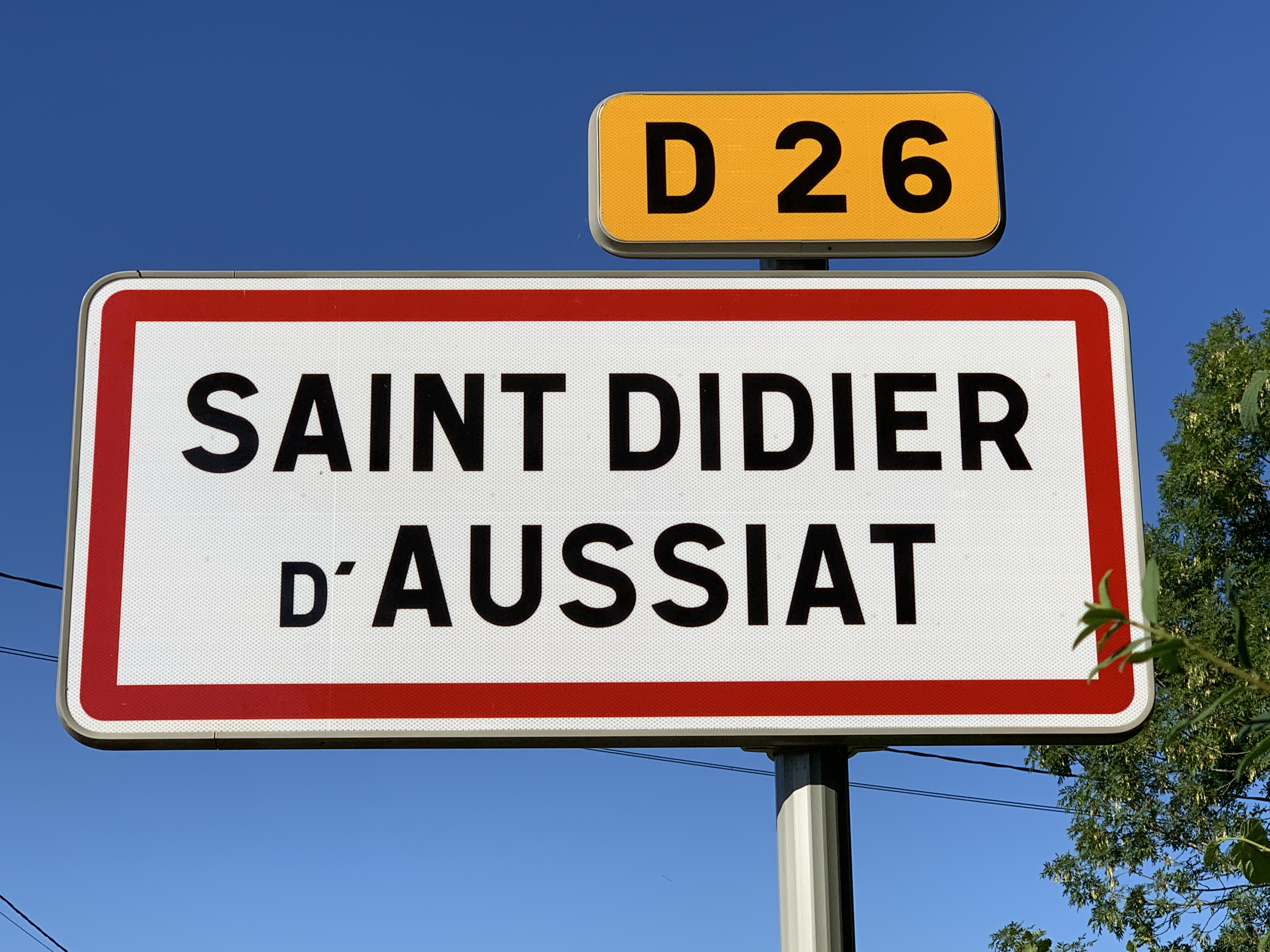
Panneau d'entrée du village.

### Origine du nom
Le nom de la commune se décompose en deux parties. La première est Saint-Didier, le saint patron qui est cité depuis 1163. La seconde partie, Aussiat hésite, sur ce qui semble avoir été le point de départ d'une communauté d'habitants, entre Ouciacum, Auciacum ou Oncieux en 1096, Arciacum en 1266, Ouciaci en 1415 puis Auxiaci en 1444. Vient ensuite Auxiat en 1496, Oucia en 1510, Aussiaz en 1636, Oussiat en 1784 et enfin Aussiat.

### Anciens noms
La première mention du village date de 1236 et se trouve dans les titres de Laumusse où Sancto Desiderio est cité. Une quarantaine d'années plus tard, Sanctus Desiderius de Aucia est mentionné en 1272 par la même source qui va aussi évoqué Sanctus Desiderius de Auciaco vers 1285.
Le pouillé du diocèse de Lyon utilise Sanctus Desiderius de Alciaco pour citer le village vers 1325 alors qu'on trouve Sanctus Desiderius de Arciaco vers 1365. Dans les archives de la Côte-d'Or, on trouve en 1399 le nom de Sanctus Desiderius d'Oucia, celles du Rhône parlent de Sanctus Desiderius Ouciaci en 1425. Enfin celle de l'Ain évoquent Sanctus Desiderius Auxiaci en 1494 ainsi que Sanctus Desiderius Ouxiaci la même année.
La pancarte des droits de cire mentionne en 1548 Sanctus Desiderius d'Aucia, les archives de la Côte-d'Or parlent de Sainct Didier d'Ouciaz en 1563. Afin de se référer au village, les archives de l'Ain utilisent Sainct Didier d'Aussiaz en 1636. En 1670, le nom du village est Saint Didier d'Oussiac selon l'enquête Bouchu. Cinq années plus tard, on trouve Sainct Didier d'Ouzia, Sainct Didier d'Auciat, ou Sainct Didier d'Ouziat.
Avant la Révolution française, Saint Didier d'Auciaz est le nom donné en 1763 par les archives de l'Ain qui l'orthographie aussi Saint Didier d'Auciat. Enfin, Saint-Didier-d'Oussiat est cité en 1789 par le pouillé de Lyon. On trouve durant ce siècle le nom actuel de Saint-Didier-d'Aussiat dans les archives de Cassini.
La Révolution française marque un changement de nom pour la commune qui doit ôter toute référence à la religion. Le nom est alors Aussiat et le nom actuel sera établi au début du XIXe siècle.

## Histoire
Depuis 1163, le nom de la paroisse se réfère constamment au personnage de saint Didier.
À l'époque de la Gaule romaine, une voie qui reliait Bourg-en-Bresse à Bâgé-le-Châtel et Mâcon traversait la commune actuelle par la Valette, la Tribaudière, les Gottex, les Couarles, le lieu-dit le Chatelet. Ce chemin fut utilisé jusqu'au XVIIIe siècle. L'ancien cadastre le désigne comme « l'ancienne route de Bourg-en-Bresse à Mâcon » et çà et là des vestiges ont été trouvés. De même, en plusieurs points, le sol a livré des fragments de tuiles romaines. Enfin, le hameau de Collonges n'évoque-t-il pas quelque "colon" romain ?[réf. nécessaire]
Au Moyen Âge, plusieurs fiefs se sont développés : Coissiat, Clermont, Collonges et les Belouzes, ces deux derniers existaient encore en 1784 et possédaient des maisons-fortes. Les Belouzes dépendaient à l'origine des sires de Bâgé, il fut rattaché ensuite au marquisat de Saint-Martin.
Le hameau de la Reveyriat possède une origine curieuse. En effet, les localités dites de Montbarbon et Montcrosier faisaient partie par alternance une année sur l'autre de Dommartin et de Saint-Didier-d'Aussiat. Le surnom « la Reveyriat » qui veut dire "revirer" lui est resté, à cause de l'éloignement du village. La Reveyriat forma une communauté ayant son propre rôle d'imposition (1666, 1789).
Aux XVIIe – XVIIIe siècle se produit une nette transformation de la propriété foncière. Les nobles et les privilégiés vendent leurs biens aux habitants du lieu. Cela explique en partie le fait que la Révolution a du mal à mobiliser la population. On démolit le château des Belouzes, mais cela se fait dans la confusion. On fait bon accueil aux prêtres réfractaires. Il n'y a aucun candidat pour former le jury et la municipalité car tout le monde est démissionnaire. On refuse les réquisitions.
La stabilité revint sous Napoléon Ier. Mais si la situation matérielle s'améliore quelque peu, elle n'est cependant pas florissante. Les Autrichiens laissèrent également un bien mauvais souvenir lors de leur passage en 1814, au cours du 1er trimestre, réquisitionnant eux aussi.
La voirie a été une préoccupation constante pour la municipalité durant tout le XIXe siècle. Il a fallu sévir pour exiger la remise en état des chemins délaissés durant la période révolutionnaire et au début de l'Empire. Le tracé de la route départementale no 26 nécessita plusieurs années. L'amélioration du réseau routier permit le développement et l'ouverture sur l'extérieur, l'exploitant agricole ne vivait plus en autarcie. En 1888, il y avait cinq domaines de plus de 60 hectares. Dès 1853, un syndicat est construit par les riverains pour le curage du bief Bracan. Par la suite différents syndicats et mutuelles, se créent.

## Politique et administration

### Maires successifs
| Période   | Période         | Identité                 | Étiquette | Qualité |
| --------- | --------------- | ------------------------ | --------- | --- |
| 1947      | 1977            | Louis Alexandre Manigand |           | Agriculteur |
| juin 1977 | 1995            | Michel Goyard            | DVD       | Receveur PTT, secretaire puis vice-président aux affaires sociales du district de Montrevel-en-Bresse, président du syndicat intercommunal d'électricité de Saint-Didier-d"Aussiat |
| juin 1995 | réélu mars 2008 | Noël Bennonier           | DVD       | |
| mars 2014 | En cours        | Catherine Picard         | SE        | Fonctionnaire |

## Population et société

### Démographie
| 1793  | 1800  | 1806  | 1821  | 1831  | 1836  | 1841  | 1846  | 1851  |
| ----- | ----- | ----- | ----- | ----- | ----- | ----- | ----- | ----- |
| 1 011 | 1 037 | 1 089 | 1 113 | 1 091 | 1 099 | 1 125 | 1 128 | 1 101 |

| 1856  | 1861  | 1866  | 1872  | 1876  | 1881  | 1886 | 1891 | 1896 |
| ----- | ----- | ----- | ----- | ----- | ----- | ---- | ---- | ---- |
| 1 111 | 1 117 | 1 111 | 1 045 | 1 046 | 1 009 | 958  | 983  | 977  |

| 1901 | 1906 | 1911 | 1921 | 1926 | 1931 | 1936 | 1946 | 1954 |
| ---- | ---- | ---- | ---- | ---- | ---- | ---- | ---- | ---- |
| 951  | 938  | 930  | 782  | 788  | 770  | 715  | 695  | 695  |

| 1962 | 1968 | 1975 | 1982 | 1990 | 1999 | 2005 | 2006 | 2010 |
| ---- | ---- | ---- | ---- | ---- | ---- | ---- | ---- | ---- |
| 667  | 608  | 582  | 565  | 594  | 666  | 789  | 792  | 863  |

| 2015 | 2020 | 2022 | - | - | - | - | - | - |
| ---- | ---- | ---- | - | - | - | - | - | - |
| 886  | 852  | 845  | - | - | - | - | - | - |

### Enseignement

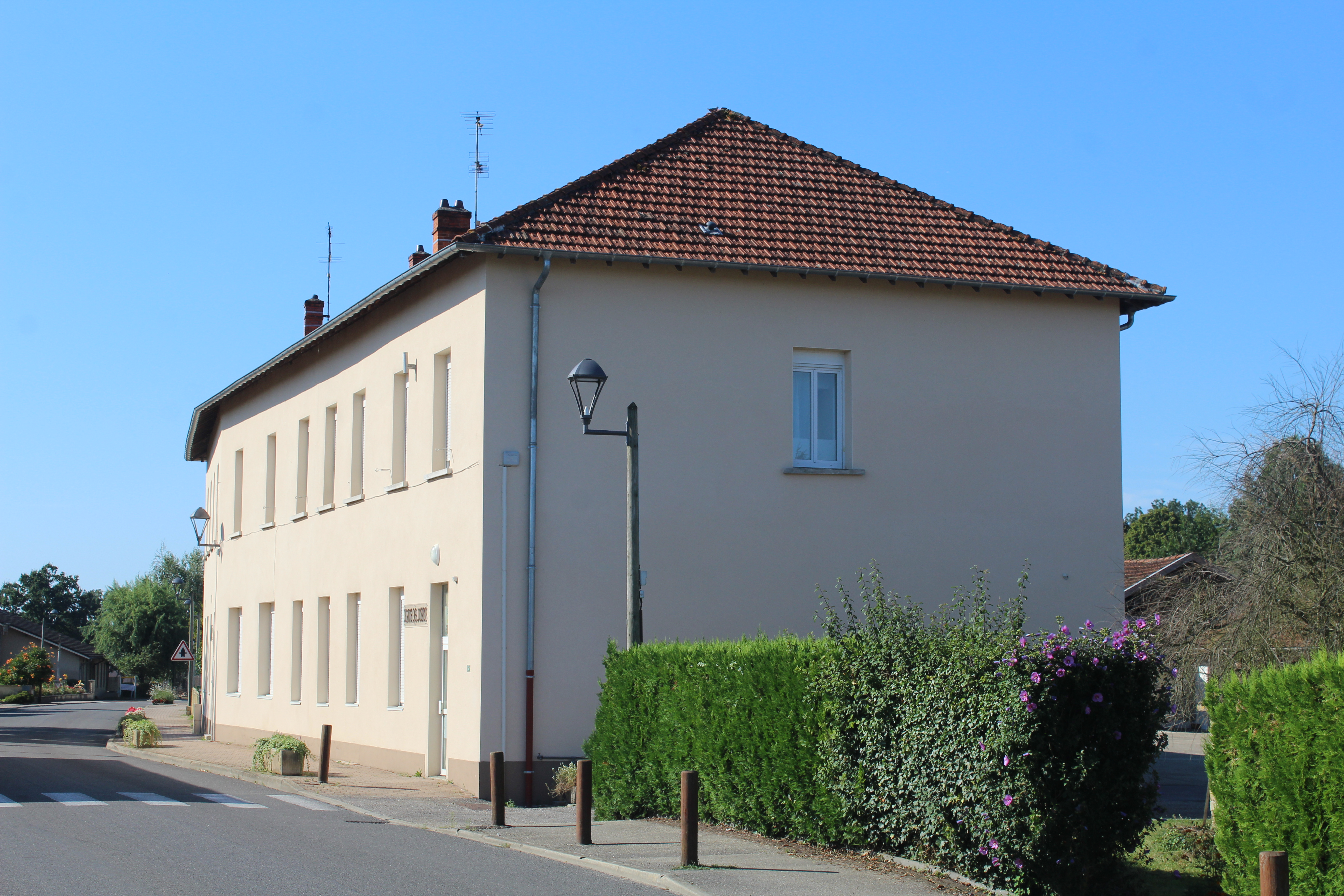
Bâtiment de l'école primaire et du centre de loisirs.

L'école située dans la commune est aussi celle de Saint-Sulpice. Elle réunit les élèves des deux communes qui sont répartis dans deux sites. Les élèves de primaire sont répartis dans quatre classes et ceux de la maternelle sont répartis dans deux classes.
L'école primaire partage ses locaux avec le centre de loisirs Les Petits Loups qui est un accueil de loisirs et la garderie périscolaire.
À la fin de leur scolarité en primaire, les élèves passant en classe de 6e sont dirigés au collège de l'Huppe à Montrevel-en-Bresse. Enfin, le lycée de secteur de la commune est le lycée Edgar-Quinet, situé à Bourg-en-Bresse.

### Sports
Au sud du bourg, on trouve deux courts de tennis occupés par l'association Planète Tennis. L'association fut créée en 1987 dans la commune puis s'unit avec le club de Confrançon en 2000 et de celui de Montrevel-en-Bresse en 2011. Au même endroit, il y a un terrain de football qui peut être utilisé par le Football Club Curtafond - Confrançon - Saint-Martin-le-Châtel - Saint-Didier-d'Aussiat.
Au nord du centre, la salle sportive du Bocage peut accueillir des associations sportives.
La commune est aussi le siège de l'Amicale Boules de Saint-Didier-d'Aussiat et de l'Avenir Saindidois qui possède une section danse.

### Médias locaux
- Le journal Le Progrès propose une édition locale aux communes de l'Ain. Il paraît du lundi au dimanche et traite des faits divers, des évènements sportifs et culturels au niveau local, national, et international.
- Le journal Voix de l'Ain est un hebdomadaire publié les vendredis qui propose des informations locales pour les différentes régions du département de l'Ain.
- La chaîne France 3 Rhône Alpes Auvergne est disponible dans la région.

### Numérique
La commune dispose du très haut débit avec la fibre optique grâce au réseau public de fibre optique LIAin régi par le syndicat intercommunal d'énergie et de e-communication de l'Ain.

## Économie
L'activité dominante est l'agriculture associant polyculture et élevage. Malgré le nombre faible d'habitants, on trouve quelques commerces dont une boulangerie, une enseigne de jardinerie et un relais poste.

## Culture locale et patrimoine

### Lieux et monuments
- Une vieille ferme bressane au lieu-dit Cossiat, la ferme de Cossiat, est inscrite au titre des Monuments Historiques[19].
- Église Saint-Didier de Saint-Didier-d'Aussiat d'origine romane reconstruite au XIXe siècle.
- Près de cette église se trouve le monument en l'honneur des soldats de la commune tués au combat pour la France.
- Quelques croix de chemins se trouvent sur le territoire
- Maison forte des Belouses, citée en 1430.
- Dans le passé se dressait un prieuré bénédictin : le prieuré d'Oussiat.

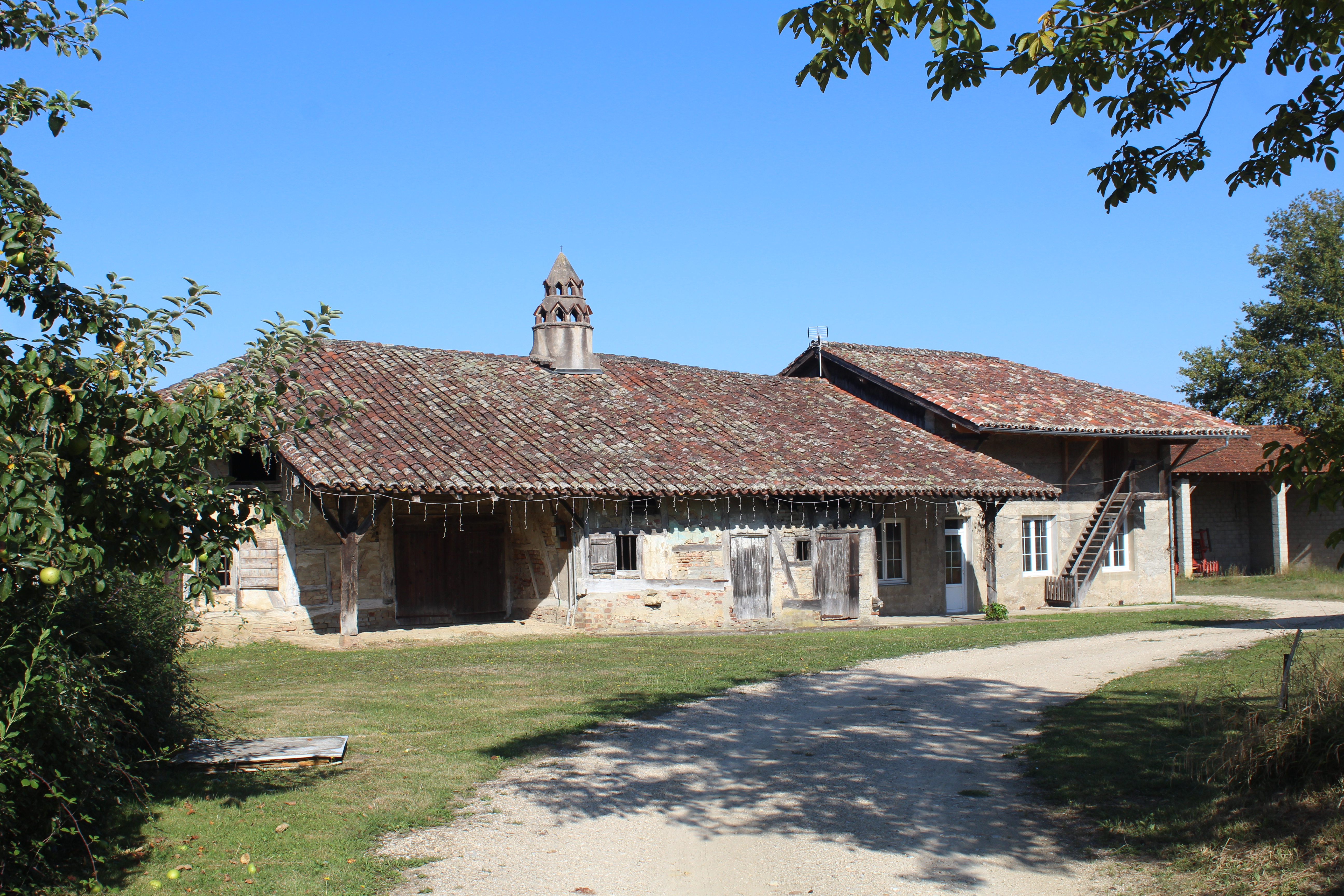
Ferme de Cossiat.
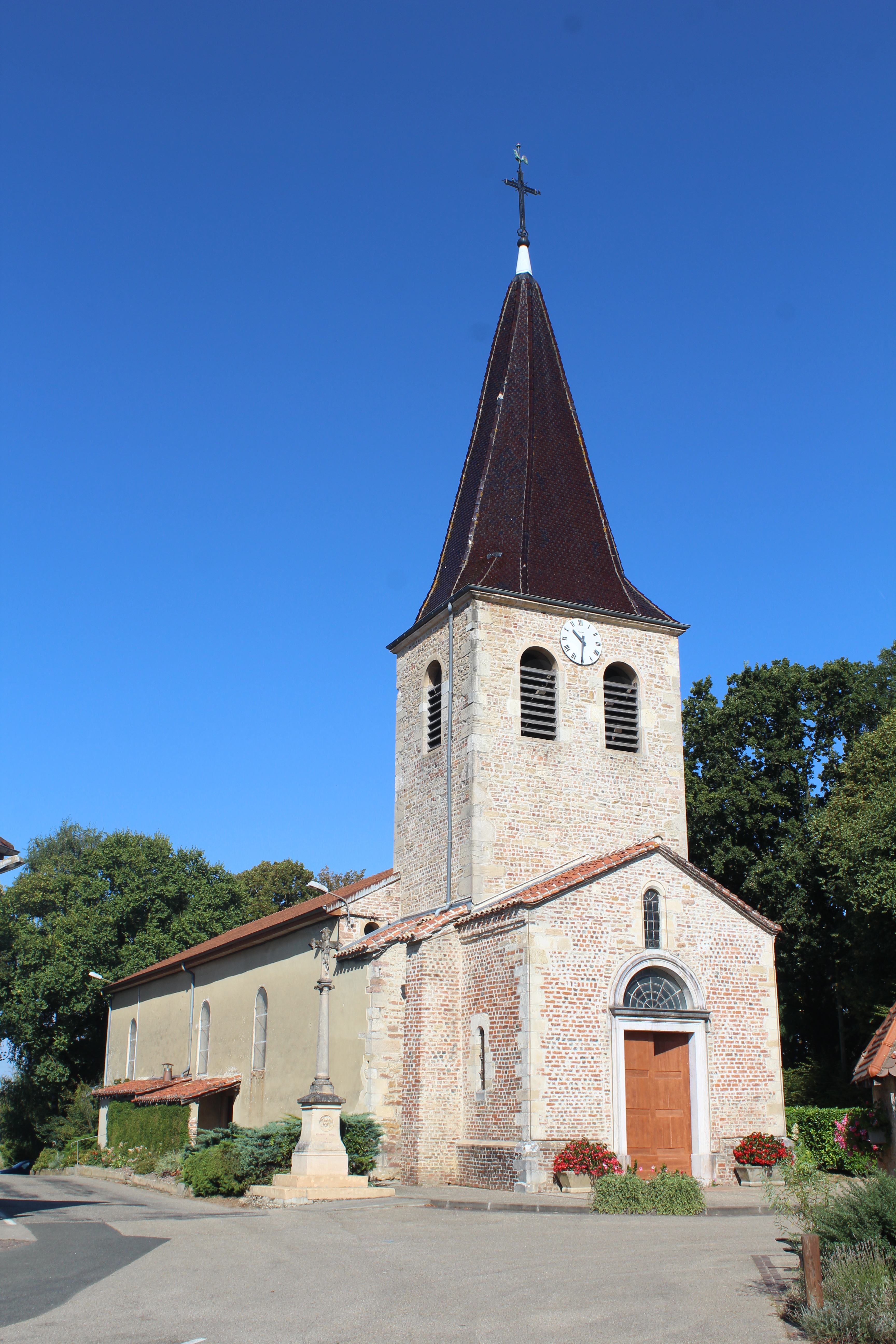
Église Saint-Didier.
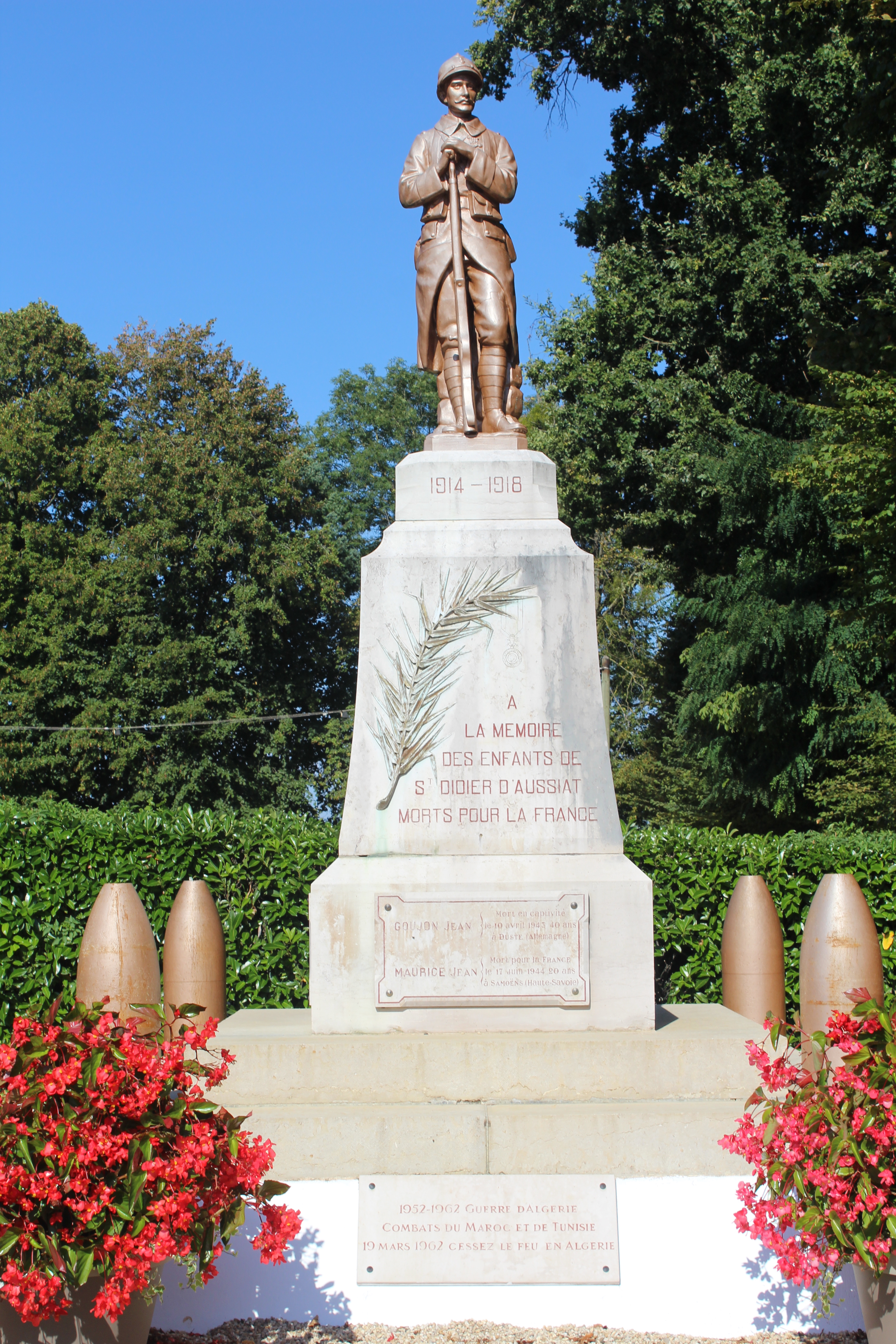
Monument aux morts.
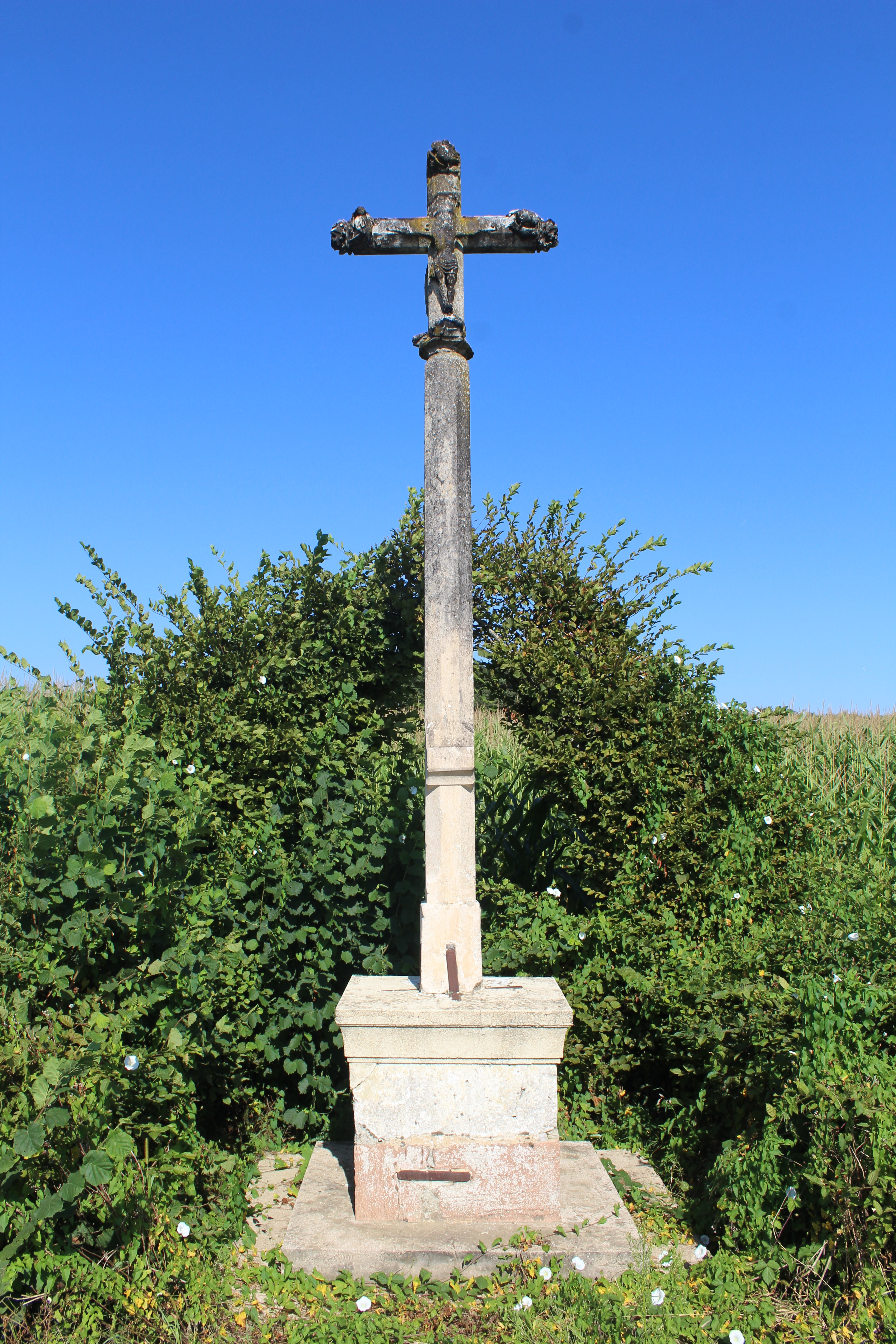
Croix de Gottex.
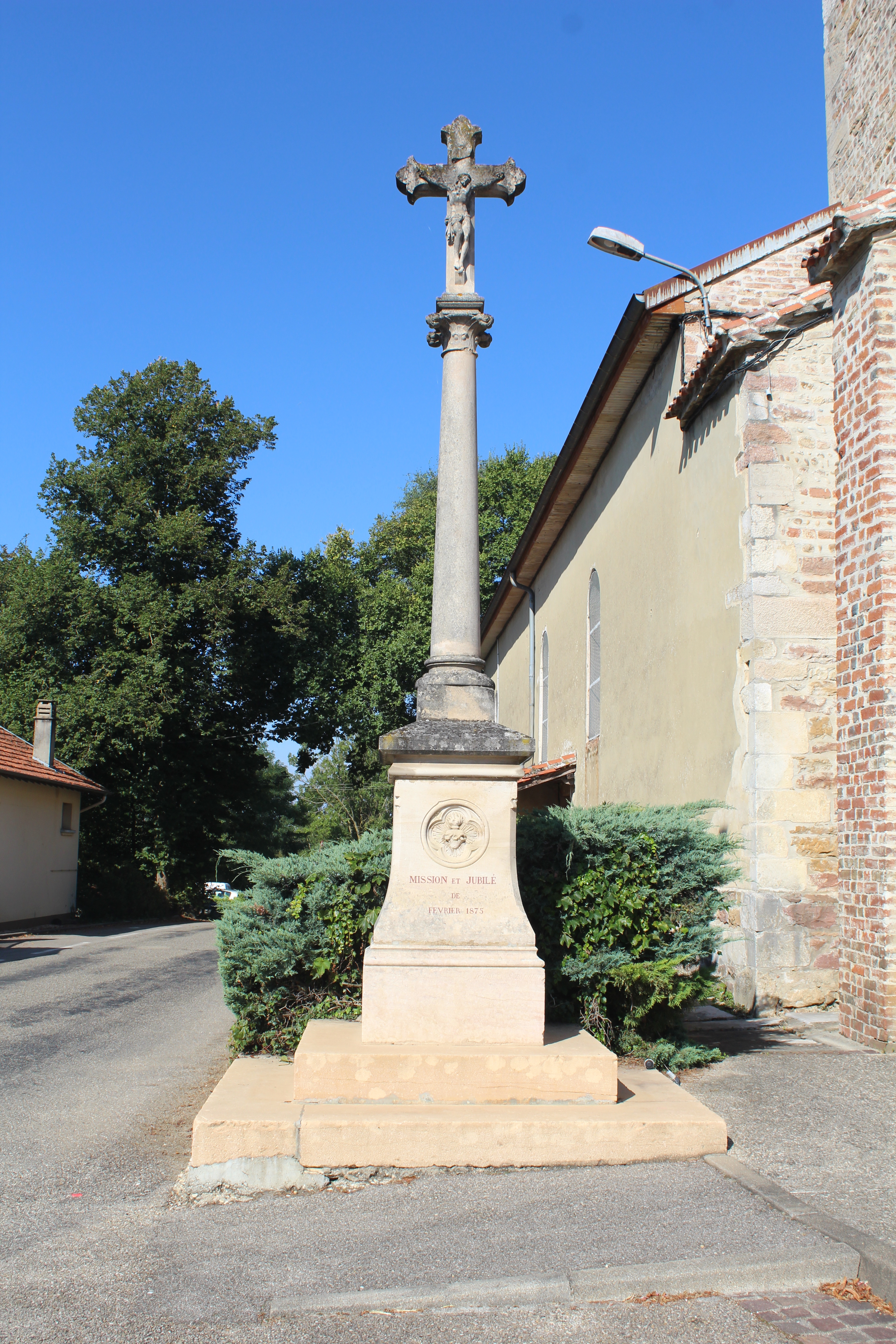
Croix de l'église.
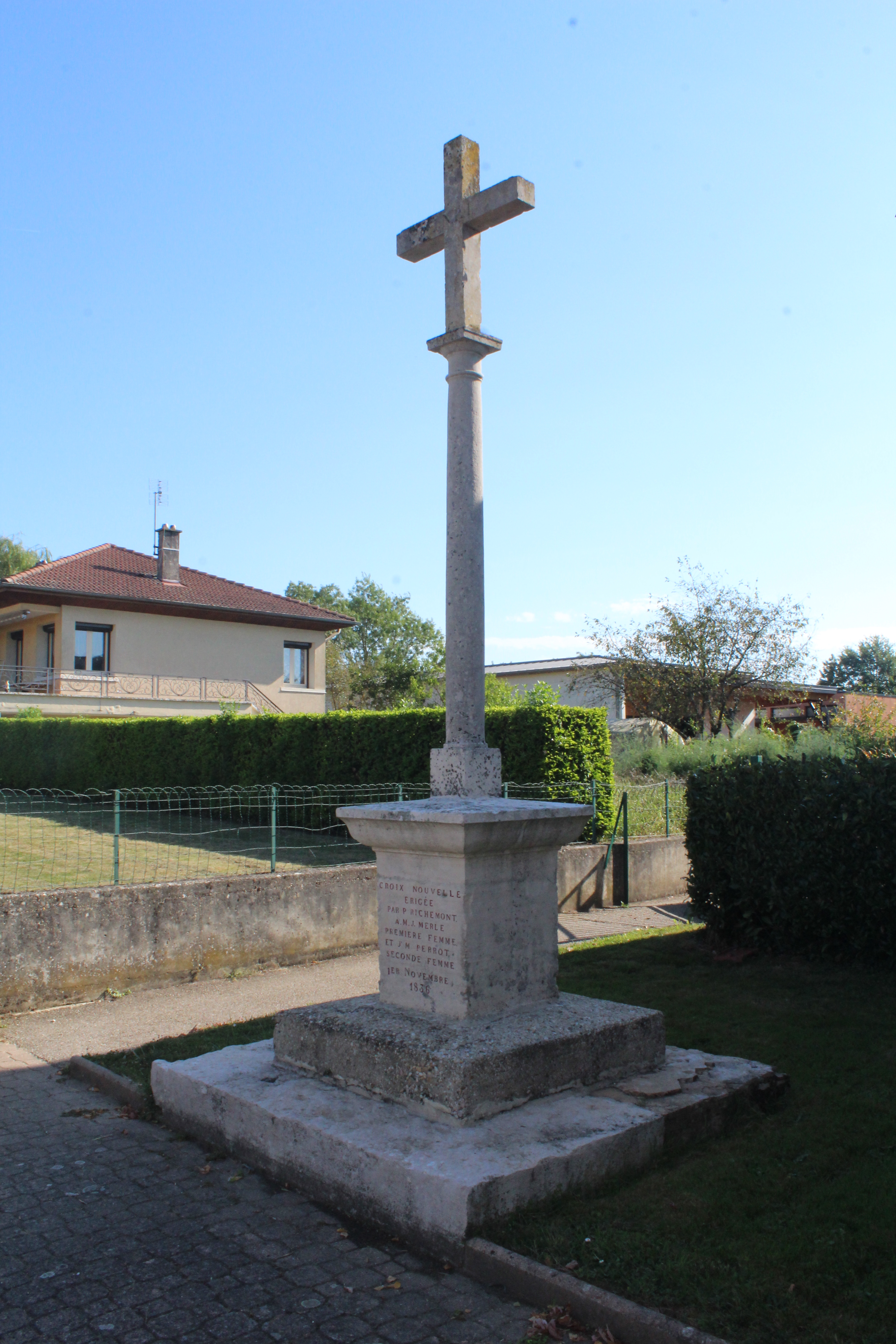
Croix de Richemont.

### Gastronomie
Les spécialités culinaires sont celles de la région bressane, c'est-à-dire la volaille de Bresse, les gaudes, la galette bressane, les gaufres bressanes, la fondue bressane.
La commune se situe dans l'aire géographique de l'AOC Crème et beurre de Bresse et de l'AOC Volailles de Bresse.
Elle a aussi l'autorisation de produire le vin IGP Coteaux de l'Ain (sous les trois couleurs, rouge, blanc et rosé).

### Espaces verts et fleurissement

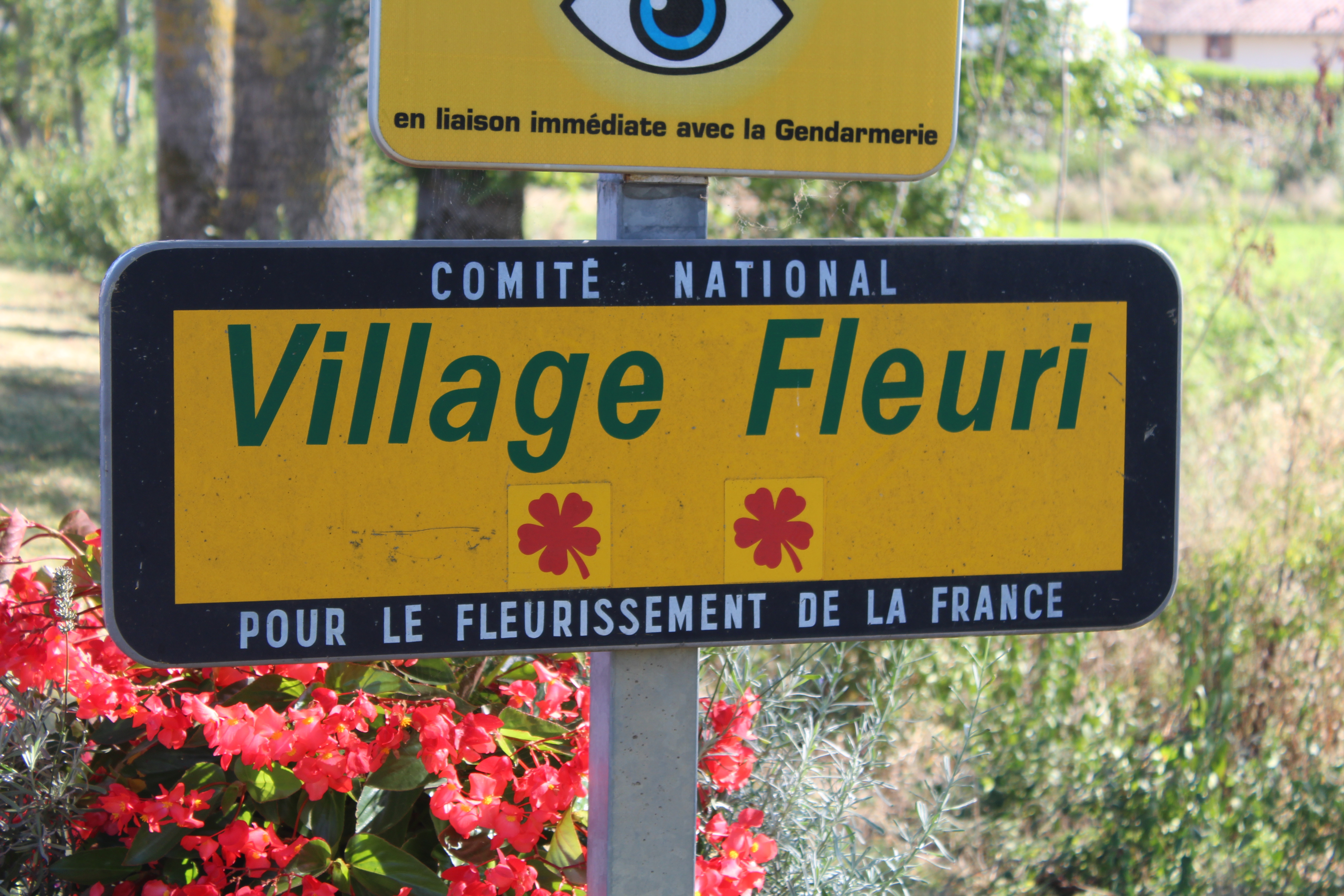
Panneau Village fleuri avec deux fleurs.

En 2014, la commune de Saint-Didier-d'Aussiat bénéficie du label « ville fleurie » avec « 2 fleurs » attribuées par le Conseil national des villes et villages fleuris de France au concours des villes et villages fleuris.

### Personnalités liées à la commune
- Pierre Chanel (1803-1841), prêtre et premier martyr de l'Océanie, il allait à l'école du village.